# Ilhas Doumeira
As Ilhas Doumeira estão situadas a nordeste de Djibuti e a leste da Eritreia próximo ao estreito de Babelmândebe no mar Vermelho. O arquipélago consiste de duas ilhas: Doumeira, situada a menos de um quilômetro da costa djibutiana e eritreia, e da ilhota de Kallîda, situada 250 metros a leste da ilha maior.

## História
O acordo fronteiriço de 1900 especifica que a fronteira internacional entre a então Eritreia Italiana (atual Eritreia) e a Somalilândia Francesa (atual Djibuti) começa no Cabo Doumeira (Ras Doumeira) no Mar Vermelho e corre ao longo da divisa de bacia da península. Além disso, o protocolo de 1900 especifica que a Île Doumeira (Ilha Doumeira) e os ilhotes adjacentes (incluindo Kallîda) não teriam soberania assinalada a nenhuma das duas possessões e dos poderes coloniais, permanecendo desmilitarizados.
Em janeiro de 1935, a Itália e a França assinaram o Acordo Franco-Italiano no qual partes da Somalilândia Francesa (Djibuti) foram dadas à Itália (Eritreia). No entanto, a questão da ratificação desse acordo e sua determinação no sentido de destinar partes do Djibuti à Eritreia, foi levada a questionamentos. Em abril de 1996, os dois países quase foram à guerra após um oficial do Djibuti ter acusado a Eritreia de ter bombardeado Ras Doumeira. Em 2008, outro conflito atingiu novamente a região.